# Transit international routier

Plaque TIR portée par les camions concernés.

Le transit international routier ou régime TIR est un régime fiscal douanier conçu pour faciliter au maximum les mouvements de marchandises dans le transport international routier. Il fournit aux pays de transit la garantie requise (mise en place d'une garantie financière par l'expéditeur, circulation dans les camions revêtus de la plaque « TIR ») pour couvrir les droits et taxes de douane exigibles. L'absence de formalités à l'arrivée (ou la disparition en cours de trajet) est toutefois un moyen fréquent de frauder les droits de douane et la TVA exigible à l'importation (en France, l'article 291 du code général des impôts impose la perception de la TVA lors de l'importation). 
Les contrôles ont lieu par un échange d'information entre le bureau de douane du départ et celui d'arrivée. Le régime du transit permet ainsi d'alléger considérablement les démarches normales de franchissement de frontière par ces marchandises, et d'éviter l'encombrement des points frontaliers. Ce régime douanier cherche à atteindre un équilibre entre les besoins des acteurs du commerce international (importateurs, acteurs de la chaîne logistique), et les nécessités des contrôles douaniers (sécurité des marchandises, perception des impôts à l'importation).
La Convention TIR des Nations unies est la référence mondiale pour le transit douanier de marchandises au niveau international.

## Notoriété
- Parties engagées à la Convention TIR[2]

69 pays y adhèrent dans l'essentiel de l'Europe et de l'Asie, permettant l'absence de rupture de charge de l'Irlande jusqu'au Vietnam. Les transports TIR représentent quotidiennement 10 000 transports TIR dans 57 pays et 50 000 procédures de passage.

Parties engagées à la Convention TIR

Les unions douanières comme l'Union européenne ne recourent pas au système TIR pour leur trafic interne lorsque d'autres mécanismes ont été mis en place. Ainsi, les marchandises de la CEE bénéficient de la liberté de circulation dans les pays membres depuis 1968, et n'ont pas à être déclarées en détail lors de l'arrivée dans un autre Etat membre. La Communauté économique européenne a également flexibilité en 1972 la circulation des marchandises non-européennes, par le transit communautaire.
Ce régime permet aux marchandises non-UE de circuler sous couvert d'une déclaration de transit (ou formulaire T1) jusqu'au destinataire, lequel notifiera l'arrivée aux autorités douanières et accomplira les formalités exigées (établissement d'une déclaration en détail des marchandises et paiement des taxes à l'importation). Ce système se substitue au carnet TIR pendant la traversée du territoire de l'UE.
Depuis 2003, l'Union européenne utilise un système informatisé pour gérer le transit de marchandises venant des pays tiers, système informatisé dénommé en français Nouveau système de transit informatisé (de) (NSTI), et NCTS (New computerized transit system) en langage communautaire.
Le 18 mai 2018, avec la Chine populaire, les transports TIR sont opérationnels dans 61 pays,.
Pour le Secrétaire exécutif de l'UNECE, Christian Friis Bach, la participation de la Chine à la Convention TIR créera de nouvelles voies de transport entre la Chine et l'Europe et représente un élément de la vision chinoise de la nouvelle route de la soie (« One Road One Belt »).
L'IRU permet environ un milliard de dollars (870 millions d'euros) de garanties aux frontières.

## Histoire

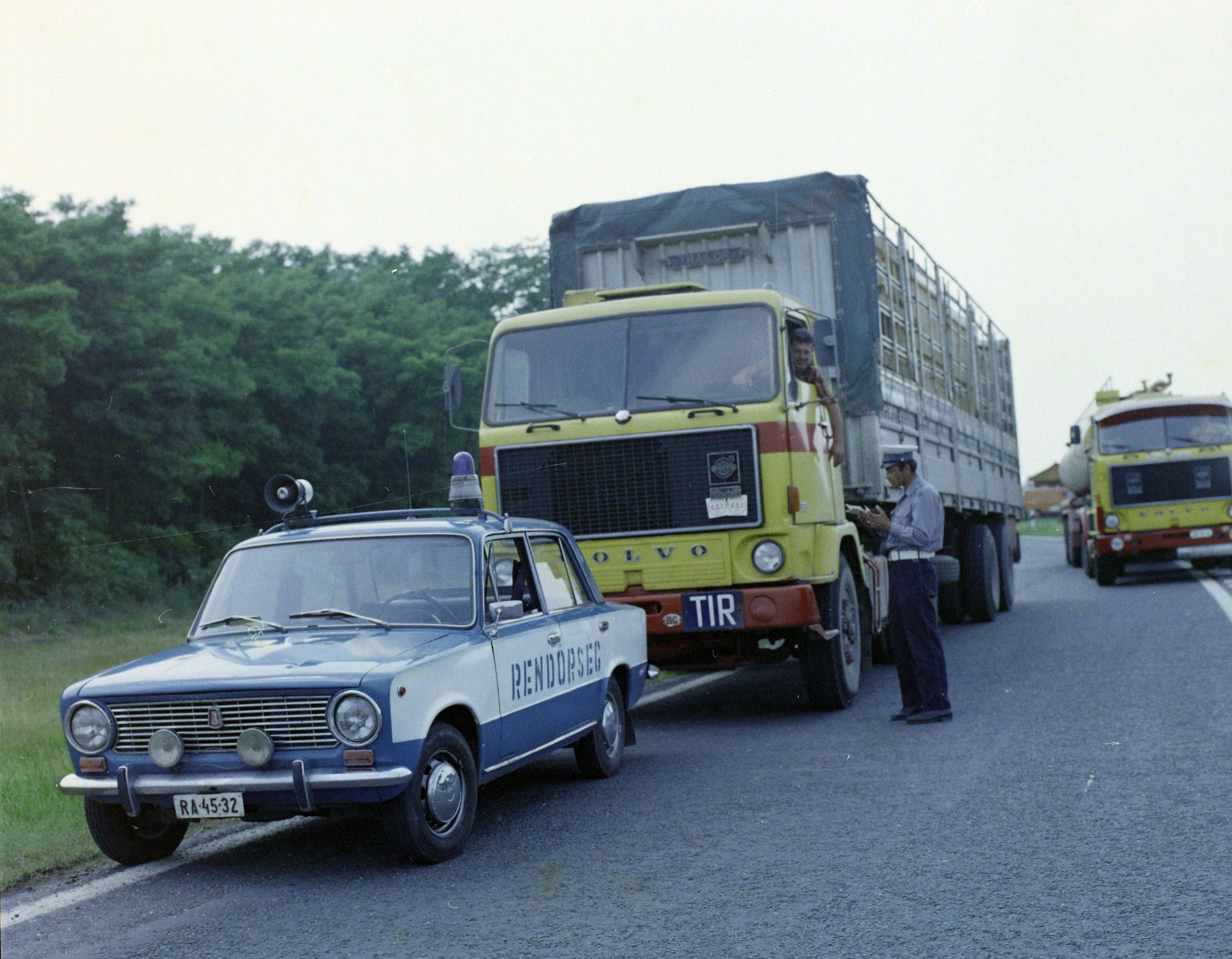
Camion TIR bulgare en Hongrie, 1978.

La notion de transit n'est pas nouvelle, elle existe déjà à l'époque du droit d'octroi, notamment dans la ville de Toulouse[pertinence contestée]. Toutefois, la notion évolue avec le droit de douane, les unions douanières, et les traités internationaux.
Les premières conventions TIR datent de 1949 et 1959. En 1949 sont mis en place des carnets de passage.
En 1966, il était possible de réaliser des transports de type Paris-Téhéran-Kaboul.
La convention TIR de 1975 a été agréée par le règlement (CEE) no 2112/78 du Conseil du 25 juillet 1978 et est entrée en vigueur dans la Communauté européenne le 20 juin 1983.
Les carnets TIR étaient au nombre de 3 000 en 1952, 100 000 en 1960, 800 000 en 1970, 1 000 000 en 1992, et 3 158 300 en 2012.

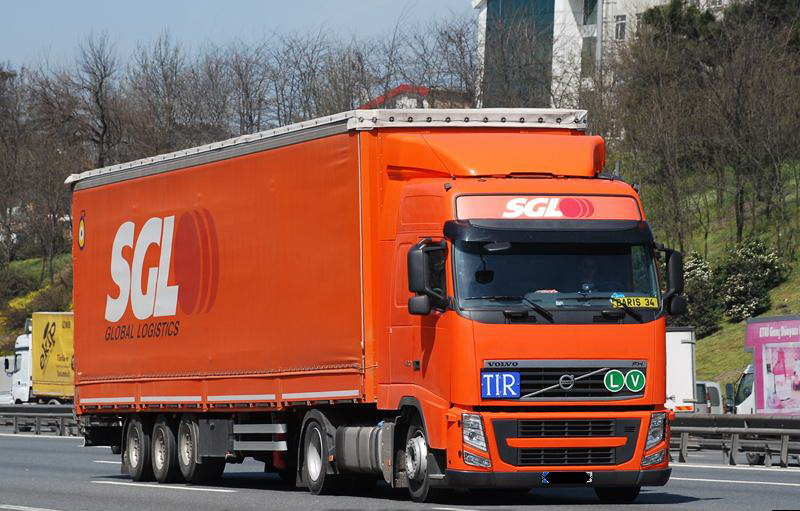
Semi-remorque TIR plus récent.

En 2015, le Pakistan adhère à la convention TIR de 1975.
En 2017, l'Inde devient le 71e pays, après la Chine populaire, a adhérer à la convention.
Au 18 avril 2018, avec le Pakistan, les transports TIR sont opérationnels dans 60 pays.
En 2018, avec la Palestine, TIR compte 72 adhérents à la convention.
En 2018, avec le Qatar, TIR compte 73 adhérents à la convention,.
En mai 2018, l'Arabie saoudite devient le 74e adhérent à la convention.
En 2021, un eTIR est envisagé pour que l’électronique facilite le transport. Les parties intéressées sont : Arménie, Azerbaïdjan, Géorgie, Inde, Iran, Israël, Liban, Monténégro, Maroc, Pakistan, Qatar, Moldavie, Tunisie, Turquie, Ukraine et Ouzbékistan, Union européenne (les 27 États membres) et la Russie.

## Piliers
Le TIR est basé sur cinq piliers :
- l'utilisation des véhicules ou des conteneurs sûrs ;
- la chaîne de garantie internationale ;
- le carnet TIR ;
- la reconnaissance mutuelle des contrôles douaniers ;
- et l'accès contrôlé pour utiliser le système.

## Avantages
Le régime TIR offre les avantages suivants aux différents acteurs contribuant à la circulation internationale des marchandises en transit.

### Pour le commerce international
- Il diminue les coûts du transport en réduisant les formalités et les retards dans les opérations de transit.
- Il facilite les mouvements de transit par le biais de contrôles et de documents normalisés.
- Par voie de conséquence, il encourage le développement des échanges internationaux.

### Pour le secteur du transport
- Les marchandises traversant les frontières internationales avec un minimum d'ingérence.
- Les retards et les coûts du transit sont réduits.
- Les documents sont simplifiés et normalisés.
- Il est inutile d'effectuer des dépôts de garantie douaniers aux frontières traversées.

### Pour les autorités douanières
- Les droits et les taxes douaniers exigibles au cours des opérations de transit international sont garantis jusqu'à concurrence de 50 000 dollars américains par les associations agréées.
- Seuls les transporteurs bona fide sont autorisés à utiliser les Carnets TIR, ce qui augmente la sécurité du système.
- La nécessité d'effectuer un contrôle physique des marchandises en transit est moindre.
- Le système facilite les contrôles aux douanes et simplifie la documentation douanière.
- L'utilisation de postes de dédouanement intérieurs pour l'exportation et l'importation permet une répartition plus efficace du personnel douanier.

## Fonctionnement

### Conditions à réunir avant de pouvoir faire un transport sous TIR
Une association garante est agréée par les autorités douanières. Elle se portera caution pour les personnes utilisant le régime TIR.
L'association délivre des agréments aux transporteurs adhérents.
Les ensembles routiers utilisés devront être porteurs d'un certificat, garantissant principalement que les marchandises pourront y être convenablement placés sous scellement douanier. La conséquence visible est une plaque « TIR » sur le camion.
L'association délivre des carnets TIR au transporteur adhérent, qui sont en nombre limité à un moment donné.

### Étapes d'un transport suivant le régime TIR
Les étapes d'un transport TIR sont les suivantes :
1. Le camion va charger les marchandises.
2. Dans le carnet, la couverture et le « feuillet jaune non douanier » sont complétés. Les informations sont automatiquement dupliquées sur les pages suivantes par le principe de la copie carbone. Les informations en question sont principalement les lieux de départ et de livraison, et le descriptif des marchandises. Un carnet est utilisé pour chaque voyage effectué.
3. Le camion se rend au bureau de douanes local avec le carnet.
4. Les douanes effectuent les contrôles nécessaires pour vérifier l'exactitude du manifeste des marchandises et apposent éventuellement les scellement douaniers. Elles peuvent annexer des documents (liste de colisage, photos, etc.) au carnet et le tamponnent.
5. Le transport s'effectue, avec éventuellement des contrôles rapides aux douanes des pays traversés.
6. L'opération TIR prend fin au bureau des douanes du pays de destination. Les autorités tamponnent le carnet. Elles détachent un coupon qui sera renvoyé au bureau de douane de départ pour le notifier de la fin de l'opération. Le carnet est immédiatement rendu au titulaire.
7. Le camion peut alors livrer les marchandises au destinataire.
8. Le transporteur renvoie le carnet utilisé à l'association émettrice du carnet, pour en recevoir un nouveau vierge.

### Sources primaires (UNECE)
1. 1 2 3  Convention douanière relative au transport international de marchandises sous le couvert de carnets TIR (Convention TIR de 1975), Commission Économique pour l'Europe ONU, 2013, 10e éd., 348 p. (lire en ligne).
2. ↑  (en) « Activation of TIR system in China », sur Commission économique pour l'Europe des Nations unies, 16 mai 2018 (consulté le 5 avril 2025)
3. ↑  « L'accession de la Chine à la Convention TIR des Nations Unies ouvre des perspectives pour de nouvelles routes commerciales internationales », sur unece.org (consulté le 14 septembre 2020).
4. ↑  « Activation of TIR system in Pakistan », sur Commission économique pour l'Europe des Nations unies (consulté le 5 avril 2025)
5. ↑  « Accession of the State of Palestine to the TIR Convention, 1975 », sur Commission économique pour l'Europe des Nations unies, 3 janvier 2018 (consulté le 5 avril 2025)
6. ↑  (en) « Accession of Qatar to the TIR Convention, 1975 », sur Commission économique pour l'Europe des Nations unies, 26 janvier 2018 (consulté le 5 avril 2025)
7. ↑  (en) « Accession of Qatar to UN TIR Convention will facilitate the movement of goods across borders », sur Commission économique pour l'Europe des Nations unies, 25 janvier 2018 (consulté le 14 septembre 2020).
8. ↑  (en) « Accession of Saudi Arabia to UN TIR Convention to boost trade by facilitating cross-border movement of goods », sur Commission économique pour l'Europe des Nations unies (consulté le 14 septembre 2020).
9. ↑  (en) « Entry into force of legal provisions paves way for complete digitalization of the TIR Convention / UNECE », sur Commission économique pour l'Europe des Nations unies, 11 mars 2021 (consulté le 21 mai 2021).